# Palazzo Vincenzo Giustiniani Banca
Il palazzo Vincenzo Giustiniani Banca, anche detto palazzo dei Franzoniani, è un edificio storico italiano, sito in via dei Giustiniani 11, nel centro storico di Genova. È uno dei Palazzi dei Rolli che furono designati, al tempo della Repubblica di Genova, a ospitare gli ospiti di alto rango durante le visite di stato per conto del governo genovese.
Dal 1945 l'edificio è sottoposto a vincolo di tutela da parte della soprintendenza.

## Storia e descrizione
Conosciuto attraverso fonti letterarie del XIX secolo come palazzo Franzoni, sede dal 1826 dell'omonima Libreria, fu edificato tra il 1550 e il 1582 dal cardinale-letterato Vincenzo Giustiniani Banca su un'area di antico insediamento familiare e lungo un asse viario strategico di penetrazione interna.
Proprietà del casato per oltre tre secoli, cui Vincenzo Giustiniani nobilmente lo aveva dedicato con una Pia lascita, l'edificio comparve nei rolli a nome di Pier Giuseppe Giustiniane, principale legatario dello stesso lascito.
Il palazzo, che conserva un organismo unitario leggibile, caratterizzato da un tradizionale prospetto simmetrico, è giunto ai tempi moderni praticamente inalterato - se si eccettua l'intervento settecentesco di tamponamento parziale dell'imponente scala loggiata sul cortile - e costituisce un raro esempio di costruzione autonoma rispetto al contesto edilizio circostante.